# تويوتا بريميو
تويتا بريمو  (بالإنجليزية: Toyota Premio)‏ هي سيارة سيدان المدمجة التي تباع في اليابان من قبل شركة تويوتا وفقا لما تقرره اللوائح اليابانية بشأن القياسات الخارجية والمحرك.
بريميو هي سيارة سيدان راقية، وفاخرة أكثر بالمقارنة مع سيارة سيدان تويوتا اليون، ولها طبيعة أكثر شبابية ورياضية.وأدخلت كل من بريميو واليون في نفس الوقت. قطع الخشب لأضافة لمسات رائعة وايضا إضافة الفضة الذي يمنح بريميو نظرة أنيقة وتعتبر سيارة للأسرة. خيارات تعديل مظهر المقدمة للأليون ليست مصنعة كذلك لبريميو. من حيث الدرجة، تم تصميم بريميو لتكون بمثابة بديل لتويوتا كامري، والتي هي حكرا على تويوتا كورولا في موقع المتجر.

## الجيل الأول T24 سلسلة (2001-2006)
بريميو هي وريث تويوتا كورونا بريميو.
تم إطلاق الجيل الأول بريميو في ديسمبر كانون الأول عام 2001. وتم عرضها في ثلاثة أحجام المحرك؛ 1.5L، 1.8L و 2.0L .
في عام 2005، شهدت بريميو بعض التعديلات البسيطة تم توضيح وتقوية الإضاءة وتحديث الفرامل ..

## الجيل الثاني T26 سلسلة (2001-2006)
ظهر جيل بريميو 2 للبيع في عام 2007. و ادخلت تعديلات لملئ الفجوة بين كورولا وكامري، ولها نظرة أكثر أهمية مع التغييرات التي أدخلت على المصد الأمامي، وتغييرات على المصابيح الأمامية. كان التغيير الأكثر أهمية إدراج LED في مجمع مصباح خلفي.

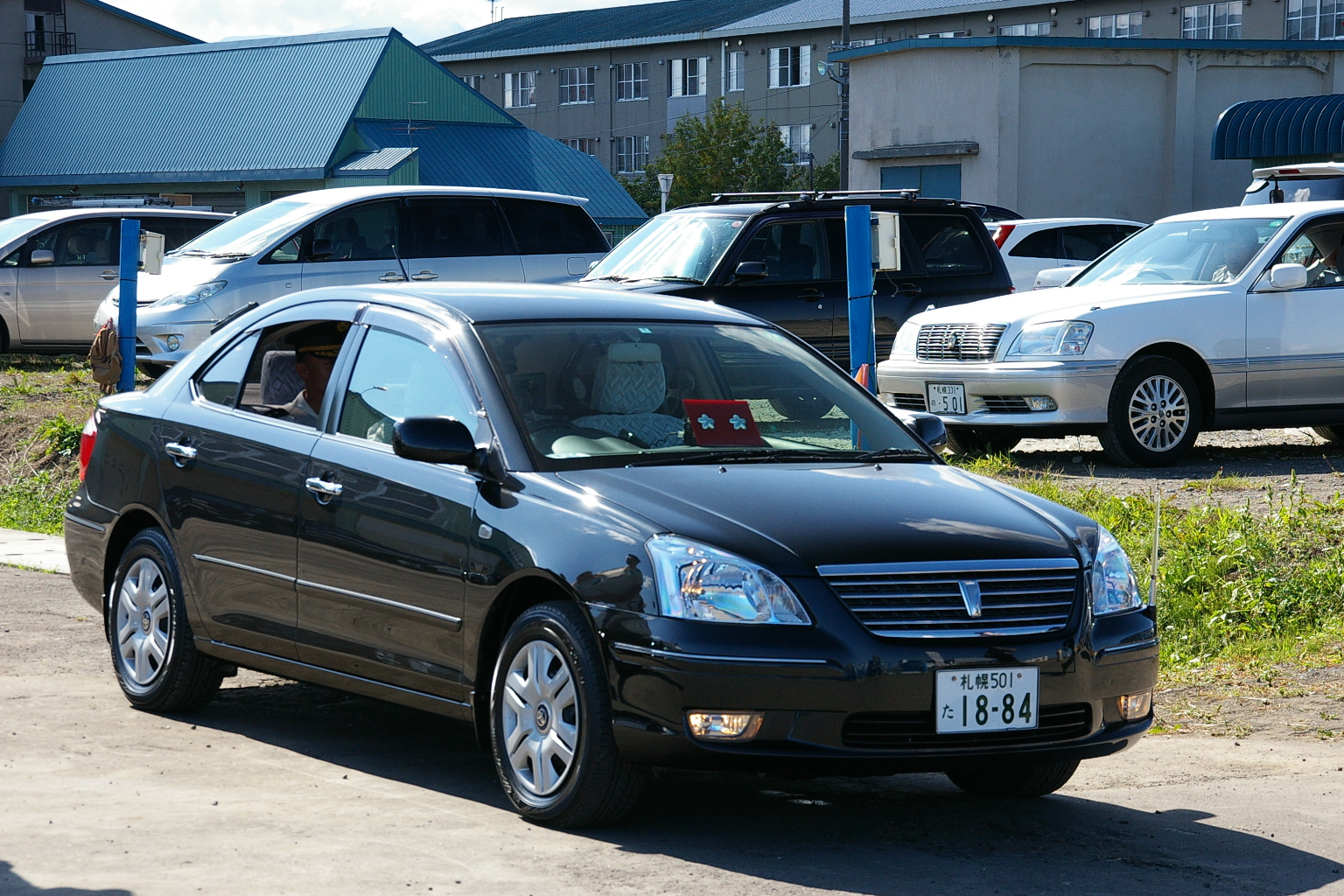
سيارة بريميو الجيل الأول
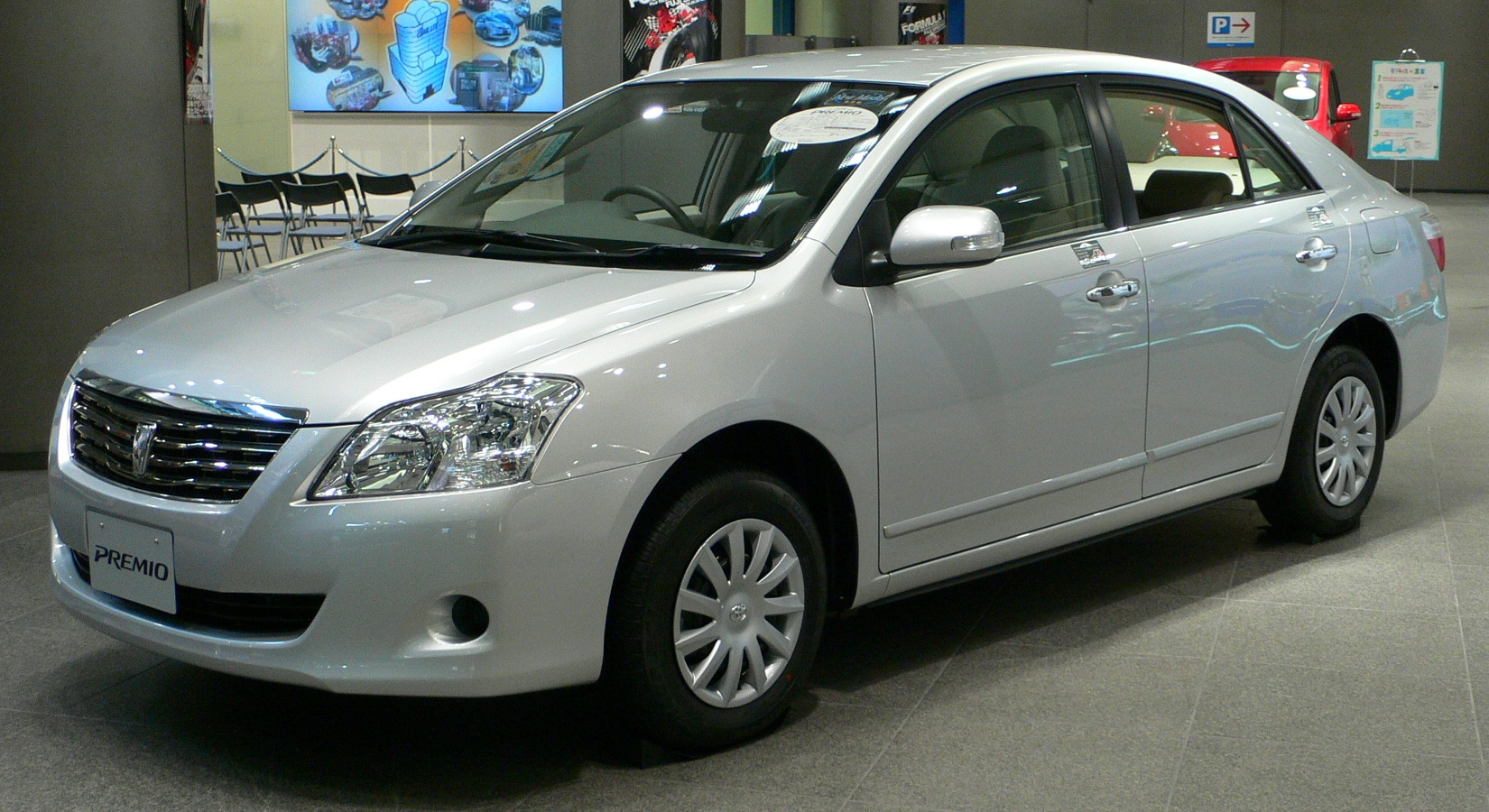
سيارة بريميو الجيل الثاني
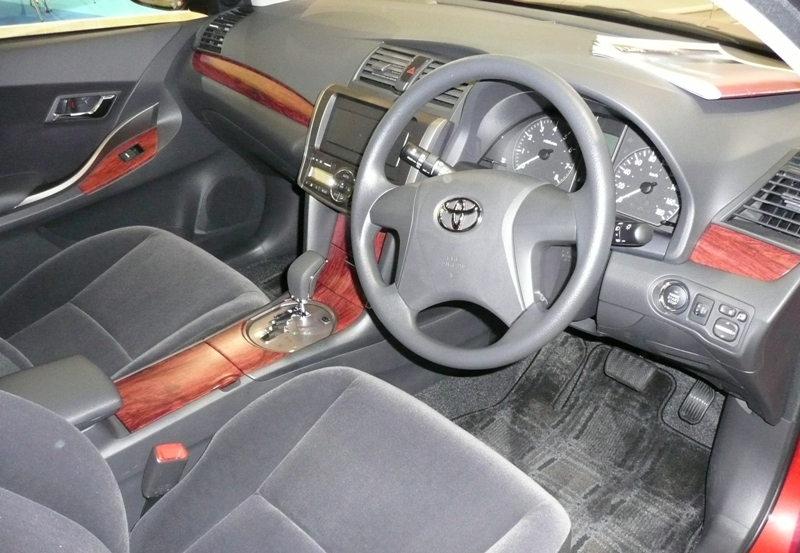
تويتا بريميو من الداخل